# Касас-де-Міравете
Касас-де-Міравете (ісп. Casas de Miravete) — муніципалітет в Іспанії, у складі автономної спільноти Естремадура, у провінції Касерес. Населення — 139 осіб (2010).
Муніципалітет розташований на відстані близько 190 км на південний захід від Мадрида, 60 км на північний схід від Касереса.

## Демографія
Динаміка населення (INE ):

## Галерея зображень

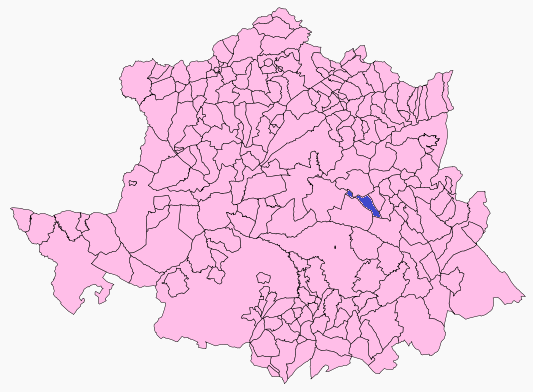
Розташування муніципалітету у провінції Касерес